# Gaetano Marschiczek
Gaetano Marschiczek (Napoli, 1857 – Lecce, 1924) è stato un ingegnere italiano.
Autorevole rappresentante dell'eclettismo (arte) architettonico, famoso nei salotti alto borghesi e nobiliari del Salento, fu molto attivo tra la fine dell'800 e il primo ventennio del '900. La figlia, Maria Marschiczek, sposò l'ammiraglio di squadra Manlio Tarantini.
Tra le sue opere:
- Ristrutturazione del Castello Dentice di Frasso a Carovigno
- Ricostruzione in stile romanico della Chiesa di Sant'Anna a Carovigno
- Palazzo Rosina Frassaniti a Squinzano
- Palazzo Frassaniti a Squinzano
- Palazzo Pedone a Squinzano
- Villa del Prete in località Cenate nel comune di Nardò
- Ristrutturazione del Palazzo Garzya, poi Marulli-Famularo a Lecce